# 울산광역시체육회
울산광역시체육회(蔚山廣域市體育會, Ulsan Sports Council)는 울산광역시의 학교체육 및 생활 체육의 진흥, 시민 건강과 체력 증진, 여가 선용 및 복지 향상 등을 위하여 대한체육회 산하에 설치된 기관이다.

## 연혁
- 1997년 7월: 울산광역시체육회 설립
- 2016년 3월: 통합 울산광역시체육회 창립

## 조직
회장
- 사무처
  - 경영지원부
  - 경기운영부
  - 체육진흥부

### 지부
- 남구체육회
- 동구체육회
- 북구체육회
- 중구체육회
- 울주군체육회